# Campeonato Paraibano 2020
In 2020 werd het 110de Campeonato Paraibano gespeeld voor voetbalclubs uit de Braziliaanse staat Paraíba. De competitie werd georganiseerd door de FPF en werd gespeeld van 21 januari tot 15 augustus. Door de coronacrisis in Brazilië werd de competitie op 18 maart stopgezet. Deze werd hervat op 17 juli. Treze werd kampioen.

## Eerste fase
De clubs uit groep A spelen heen en terug tegen de clubs uit groep B. 

### Groep A
| Plaats | Club             | Wed. | W | G | V | Saldo | Ptn. |
| ------ | ---------------- | ---- | - | - | - | ----- | ---- |
| 1.     | Treze            | 10   | 6 | 2 | 2 | 11:6  | 20   |
| 2.     | Botafogo         | 10   | 5 | 5 | 0 | 15:7  | 20   |
| 3.     | Atlético         | 10   | 5 | 4 | 1 | 14:5  | 19   |
| 4.     | Perilima         | 10   | 3 | 1 | 6 | 10:16 | 10   |
| 5.     | Sport Lagoa Seca | 10   | 1 | 0 | 9 | 4:29  | 3    |

|  | Gekwalificeerd voor tweede fase |

### Groep B
| Plaats | Club              | Wed. | W | G | V | Saldo | Ptn. |
| ------ | ----------------- | ---- | - | - | - | ----- | ---- |
| 1.     | Campinense        | 10   | 5 | 2 | 3 | 16:7  | 17   |
| 2.     | Sousa             | 10   | 4 | 3 | 3 | 12:12 | 15   |
| 3.     | São Paulo Crystal | 10   | 3 | 3 | 4 | 11:8  | 12   |
| 4.     | Nacional de Patos | 10   | 3 | 3 | 4 | 10:14 | 12   |
| 5.     | CSP               | 10   | 3 | 1 | 6 | 14:13 | 10   |

|  | Gekwalificeerd voor tweede fase |

## Tweede fase
In geval van gelijkspel worden strafschoppen genomen, tussen haakjes weergegeven.
|  | halve finale | halve finale | halve finale | halve finale |  |            | finale | finale | finale | finale |
|  |              |              |              |              |  |            |        |        |        |        |
|  |              |              |              |              |  |            |        |        |        |        |
|  | Treze        | 0            | 2            | 2 (5)        |  |            |        |        |        |        |
|  | Botafogo     | 2            | 0            | 2 (4)        |  |            |        |        |        |        |
|  |              |              |              |              |  | Treze      | 2      | 0      | 2      |        |
|  |              |              |              |              |  | Campinense | 0      | 1      | 1      |        |
|  | Campinense   | 2            | 0            | 2 (5)        |  |            |        |        |        |        |
|  | Sousa        | 2            | 0            | 2 (4)        |  |            |        |        |        |        |

Details finale
Heen
|                   |            |                                      |       |                                                         |
| 12 augustus 15:45 | Campinense | 0 – 2                                | Treze | Amigão, Campina Grande Scheidsrechter: Anderson Daronco |
| 12 augustus 15:45 |            | 25' Alexandre Santana 77' Bruno Mota |       | Amigão, Campina Grande Scheidsrechter: Anderson Daronco |

| Campinense | Treze |

Terug
|                   |       |             |            |                                                                   |
| 15 augustus 16:00 | Treze | 0 – 1       | Campinense | Amigão, Campina Grande Scheidsrechter: Marcelo Aparecido de Souza |
| 15 augustus 16:00 |       | 66' Juliano |            | Amigão, Campina Grande Scheidsrechter: Marcelo Aparecido de Souza |

| Treze | Campinense |

## Totaalstand
| Plaats | Club              | Wed. | W | G | V | Saldo | Ptn. |
| ------ | ----------------- | ---- | - | - | - | ----- | ---- |
| 1.     | Treze             | 14   | 8 | 2 | 4 | 15:9  | 26   |
| 2.     | Campinense        | 14   | 6 | 4 | 4 | 19:11 | 23   |
| 3.     | Botafogo          | 12   | 6 | 5 | 1 | 17:9  | 23   |
| 4.     | Sousa             | 12   | 4 | 5 | 3 | 14:14 | 17   |
| 5.     | Atlético          | 10   | 5 | 4 | 1 | 14:5  | 19   |
| 6.     | São Paulo Crystal | 10   | 3 | 3 | 4 | 11:8  | 12   |
| 7.     | Nacional de Patos | 10   | 3 | 3 | 4 | 10:14 | 12   |
| 8.     | Perilima          | 10   | 3 | 1 | 6 | 10:16 | 10   |
| 9.     | CSP               | 10   | 3 | 1 | 6 | 14:13 | 10   |
| 10.    | Sport Lagoa Seca  | 10   | 1 | 0 | 9 | 4:29  | 3    |

|  | Kampioen, geplaatst voor Copa do Brasil 2021 en Copa do Nordeste 2021 |
|  | Vicekampioen, geplaatst voor Copa do Brasil 2021 en Série D 2021      |
|  | Geplaatst voor Série D 2021                                           |
|  | Degradatie                                                            |

### Kampioen
| Campeonato Paraibano de 2020 |
| Paraiba                      |
| ---------------------------- |
| TREZE Kampioen (16° titel)   |